# Suéltame
Suéltame è un singolo della cantautrice statunitense Christina Aguilera e della cantante argentina Tini, pubblicato il 30 maggio 2022 da Sony Latin.
Il brano, in lingua spagnola, è incluso nell'EP della Aguilera La tormenta e nel suo nono album in studio Aguilera.

## Video musicale
Il videoclip della canzone è stato diretto dalla regista britannica-statunitense Ana Lily Amirpour.

## Tracce
Download digitale
1. Suéltame – 2:53